# Izlandi személynevek

Az izlandi nevek rendszere egy egyszerű családfán ábrázolva

Az izlandi nyelvben a személyek neveinek szerkezete megőrizte a régi skandináv – és általában középkori európai – hagyományokat annyiban, hogy nem használnak családnevet, hanem csak a születéskor kapott személyes nevet (amit magyarul „keresztnévnek” vagy „utónévnek” nevezünk) és – általában – az apa nevéből képzett apai nevet.

## A családnevek alkalmazásának tilalma
Izlandon 1925-ös, 1991-es és 1997-es törvények tiltják, hogy új családnevet vegyenek fel vagy a házastársak felvegyék egymás nevét. A gyakorlat korábban is ez volt, a törvényekkel csupán a külföldi mintára felvett családnevek terjedését kívánták akadályozni. A már a törvények előtt használatban lévő családnevek alkalmazását kivételes esetként engedélyezik. Ilyen esetekben is azonban a személynév alapján rendezik betűrendbe a neveket, nem pedig a családnév alapján.

## Apai nevek
Egy ember neve tehát a keresztnevéből és az apja keresztnevéből képzett apai névből áll, például egy képzeletbeli Jón Einarsson fia, aki az Ólafur nevet kapta, teljes néven Ólafur Jónsson (Jón fia Ólafur) lesz. Jón Einarsson Sigríður nevű lányát pedig Sigríður Jónsdottir (Jón lánya Sigríður) néven nevezik majd. Ha egy férfinak két keresztneve van, akkor dönthet arról, hogy melyik nevéből képezi gyermekei apai nevét.
1790 és 1820 között, illetve 1870 után kisebb divatja volt a nyugati típusú családnevek felvételének, de a hagyományőrzés jegyében 1925 óta törvény tiltja a családnevek alkalmazását. Csak azok a családok kapnak ez alól felmentést, amelyek – külföldi mintára – már ez idő előtt rendelkeztek családnévvel. Erre példa az esszéista Grímur Thomsen vagy a költő Matthías Johannessen. Ugyancsak egyedi engedélyeztetéssel lehetővé teszik az izlandi hagyományoktól eltérő névhasználatot, így jártak el például az izlandi állampolgárságot kapott világhírű zongoraművész, Vladimir Ashkenazy esetében (izlandi neve Vladímír Davíðsson lenne).
A keresztnevek közül is csak azok fogadhatók el a hagyományosakon kívül, melyeket egy hivatalos bizottság elfogad. Ezek csak az izlandi betűket alkalmazhatják, és ragozhatók kell legyenek az izlandi nyelvtan szabályai szerint.
Ha ugyanabban a társadalmi környezetben két ember neve megegyezik, használhatják nagyapai nevüket egymás megkülönböztetésére, például Jón Þórsson Bjarnarsonar (Jón, Þór fia, aki Bjarni fia) és Jón Þórsson Hallssonar (Jón, Þór fia, aki Hallur fia). Ez a sagákban gyakori, ma már inkább a középső nevek révén különböztetik meg egymást.

## Anyai nevek
Az izlandiak nagy többsége az apja nevét viseli, de családi okokból, vagy a divathoz alkalmazkodva, lehetséges az anyai név használata is. Ez pusztán a család döntésétől függ. Ismert izlandi személyiség például Heiðar Helguson, azaz Helga fia Heiðar labdarúgó. Egy másik ismert személy Guðrún Eva Mínervudóttir, Minerva lánya Guðrún Eva. Középkori példa Eilífr Goðrnarson költő.
Néhányan mind az apai, mind az anyai nevüket használják, például Dagur Bergþóruson Eggertsson, Reykjavík volt polgármestere.

## A személynevek fontossága
Az izlandiak elsősorban a személynevüket, keresztnevüket használják, ez „a név”. A telefonkönyvben is ez szerepel elöl, eszerint rendezik a névsorokat ábécérendbe. Az udvarias, hivatalos megszólítás is ezt a nevet alkalmazza. Például Halldór Ásgrímsson volt miniszterelnököt honfitársai soha nem szólítják Ásgrímsson úrnak, hanem vagy a személynevén, vagy a teljes nevén szólítják meg. Ha egy társaságban egyszerre két Jón van jelen, akkor ugyan használják az apai nevet megkülönböztetésül, de gyakran csak rövidített formában: Jón Einarsson helyett „Jón Einars” és Jón Þorláksson helyett „Jón Þorláks”.
Björk énekesnő nevét külföldön legtöbbször olyasfajta művésznévnek tartják, mint Sting vagy Bono nevét. A Björk név pedig Izlandon az énekesnő „hivatalos”, formális megszólítása is egyben. (Teljes neve Björk Guðmundsdóttir).
Az izlandi nevek rendszere miatt egy családon belül teljesen eltérő nevek lehetségesek, sőt gyakoriak. A férj neve legyen például Jón Einarsson, felesége Bryndís Atladóttir, gyermekeik ekkor Ólafur Jónsson (fiú) és Sigríður Jónsdóttir (lány). Anyai nevek használata esetén a gyermekek nevei Ólafur Bryndísarson és Sigríður Bryndísardóttir.
A 20. század derekáig az izlandi nevek rendszere külföldi utazások során – például a szállodai bejelentkezésekkor – rengeteg gondot okozott. Természetesen ma is legtöbbször az izlandiak által másodlagosnak tartott apai néven szólítják őket külföldön, de ezt megszokták.

## Az izlandi sportolók névhasználata
A külföldön szereplő izlandi sportolók az általános európai gyakorlathoz alkalmazkodva használják nevüket, azaz az apai nevet alkalmazzák vezetéknév helyett.